# 安条克的塞维鲁
塞维鲁（英語：Severus of Antioch），（465年—538年）。希腊基督教修士与神学家、安条克牧首，基督教一性论派的领导人物。该派在其领导下曾于公元5世纪末至公元6世纪中期发展迅速。后因其失势而衰败。他早年曾在亚历山大城学习神学、在巴勒斯坦亦有活动。他在东方正统教会中被尊为圣人，其节日为2月8日。

## 生平

### 早期生活和教育
塞维鲁于约459年或约465年出生在皮西迪亚的索佐波利斯市的一个富裕的基督教家庭，然而，后来米亚菲亚的资料显示，他的父母是异教徒。 他的父亲是上議院成員，而他的祖父也叫塞维鲁，是索佐波利斯的主教，曾出席431年以弗所公会议。根据塞维鲁的传记，他是以其祖父的名字命名的，因为他收到了一个异象，其中告诉他："为你儿子的孩子将加强正教，他的名字将与你的名字一样"。
在父亲去世后，485年，塞维鲁前往埃及的亚历山大学习语法、修辞和哲学，同时学习希腊语和拉丁语。在亚历山大，他遇到了米提林的撒迦利亚，一个同学和朋友，他说服他阅读聖額我略·納齊安和該撒利亞的巴西流的作品，特别是他与利巴尼乌斯的通信。据撒迦利亚说，他和塞维鲁在亚历山大城读书时，发现并销毁了邻近城市美诺西斯的一批异教神像 。
486年秋天，塞维鲁前往腓尼基的贝里图，在法学院学习法律和哲学，后来，撒迦利亚于487年加入该学院。在贝里图，塞维鲁和撒迦利亚领导将巫师和魔法师驱逐出城，塞维鲁开始将空闲时间用于研究教会教父的作品。这时，他加入了一个由埃瓦格利乌斯领导的学生团体，每天晚上在复活教堂一起祈祷。塞维鲁被说服接受洗礼，因为他还没有接受洗礼，因为皮西德的习俗是男人在长出胡子后才能接受洗礼。488年，他在特里波利斯的圣莱昂修斯教堂接受了洗礼，黎巴嫩的埃瓦格里斯是他的担保人。

### 僧侣身份
塞维鲁后来过起了苦行僧的生活，他拒绝洗澡，采用禁食。他最初打算回到皮西迪亚，从事法律工作，然而，在朝拜了特里波利斯的圣莱昂蒂乌斯教堂、埃梅萨的施洗者约翰的头像和耶路撒冷之后，他决定加入埃瓦格里奥，成为一名僧侣。 塞维鲁进入了巴勒斯坦迈乌马附近的伊比利亚人彼得的修道院，这是一个著名的非卡尔西多尼亚主义中心，并在那里呆了几年。后来，他加入了埃莱厄托波利斯附近沙漠中的一个修道院兄弟会，由大主教马马斯领导。塞维鲁在沙漠中苦修，直到约500年，这时他生病了，被说服在迈乌马的圣罗曼努斯修道院康复，在那里他被马吉达斯的主教埃皮法尼乌斯任命为牧师。在迈乌马，塞维鲁从父母那里得到遗产；他与兄弟们分享财产，把大部分份额捐给穷人，并建造了一座修道院。
在城外散步时，塞维鲁遇到一位隐士，他离开山洞喊道："欢迎你塞维鲁，东正教的老师，安提阿的牧首。"尽管从未见过塞维鲁，但这位隐士因此预言塞维鲁将登上牧首宝座。他在修道院一直待到507/508年，这时迦勒底派的修士尼法留斯来到迈乌马，对塞维鲁和其他非迦勒底派传道。508年，Nephalius写了一篇关于卡尔西顿会议的辩护词，塞维鲁在他的两篇作品中对此作了回答。同年，耶路撒冷的牧首Elias委托Nephalius将非卡尔西顿派的僧侣从他们在巴勒斯坦的修道院中驱逐出去，塞维鲁被派往君士坦丁堡，向皇帝阿納斯塔修斯申诉。
塞维鲁与200名非卡尔西顿派僧侣一起前往君士坦丁堡，并在抵达后不久获得了皇帝的青睐。君士坦丁堡牧首马塞多尼乌斯二世试图动摇阿纳斯塔修斯对卡尔西顿会议的支持，并向皇帝赠送了一套经过编辑的亚历山大的西里尔作品的节选，他是教会的重要教父，在会议召开前已经去世。然而，塞维鲁写了《菲拉里特斯》，并驳斥了马塞多尼乌斯，因为提交给皇帝的西里尔的作品被证明是断章取义。 [13] 在君士坦丁堡，塞维鲁与哈利卡纳苏斯的主教朱利安成为朋友。在塞维鲁的影响下，510年，阿纳斯塔修斯允许非卡尔西多尼亚人重新获得他们的修道院，并且在510/511年，皇帝发布了一份，将非卡尔西多尼亚人对合一詔書的解释作为法律。511年8月，马塞多尼乌斯被废黜，由非迦克底派的蒂莫西一世继任后，塞维鲁回到了他在巴勒斯坦的修道院。

### 安提阿的主教
512年，安提阿的牧首弗拉维安二世被阿纳斯塔修斯废黜，[16]在叙利亚的老底嘉举行了一次会议，以选举继任者。塞维鲁于11月6日当选，11月16日在安提阿大教堂被祝圣。出席祝圣仪式的有大数的狄奥尼修斯、老底嘉的尼西阿斯、希拉波利斯的菲罗塞努斯、贝罗亚的彼得、卡尔西斯的西米恩、苏拉的马里昂、加布拉的尤西比乌斯、乌里玛的西尔瓦努斯、西尔胡斯的塞尔吉乌斯、欧罗普斯的约翰、多里奇的菲罗塞努斯和萨拉米斯的尤利亚努斯。在祝圣仪式上，他肯定了尼西亚、君士坦丁堡和以弗所的大公会议，以及合一詔書。尽管阿纳斯塔修斯命令他不要对卡尔西顿会议采取行动或发言，塞维鲁还是谴责了该会议，以及教皇利奥、聂斯脱里、欧迪奇、大数的迪奥多、莫普索斯提亚的西奥多、埃德萨的伊巴斯、巴萨马以及艾盖的赛勒斯和约翰。然而，由于呼喊和骚动，塞维鲁无法被听到，他在仪式结束时签署了一份信仰宣言。
塞维鲁在接受祝圣时，将宗主府的浴室毁坏，并将厨师送走，以符合他对奢华沐浴和饮食的节制。他被君士坦丁堡的宗主蒂莫西一世和亚历山大的教皇约翰接受为安提阿的宗主，但耶路撒冷的宗主埃利亚斯和其他主教拒绝承认他。将塞维鲁的宗教会议信件带到耶路撒冷的信使被萨巴斯驱逐出城，一群人聚集在圣墓教堂，高呼 "对塞维鲁和他的同胞的诅咒"。在叙利亚境内，塞维鲁在叙利亚第一省的居民中很受欢迎，该省基本上采用了非卡尔西多尼亚主义，而叙利亚第二省则有大量希腊人，他们赞成卡尔西多尼亚主义，对塞维鲁充满敌意。
约514年，在腓尼基的提尔举行了一次宗教会议，会上谴责了卡尔西顿会议和利奥的托米书，塞维鲁宣布亨诺提孔废除了卡尔西顿会议的行为。塞维鲁此时开始与文法学家谢尔盖交换信件，因为谢尔盖曾写信给阿勒颇主教安东尼，后者要求塞维鲁作出回应。谢尔盖认为推罗会议对卡尔西顿派作出了严重的让步，对此，塞维鲁以一篇反对谢尔盖的论文作为回应。 据称，作为族长，塞维鲁和阿帕米亚大主教彼得雇佣了犹太雇佣兵，杀死了250名卡尔西顿派的朝圣者，并将他们的尸体留在路边没有埋葬。卡尔西顿派还声称，朝圣者逃往的修道院被点燃，保护他们的修士也被杀害。在514至518年间，凯撒利亚的约翰写了一份卡尔西顿会议的道歉书，以回应塞维鲁的Philalethes。塞维鲁写了一篇论文为Philalethes辩护，并开始着手回复凯撒利亚的约翰。

### 流放和死亡
在阿纳斯塔修死后，518年7月皇帝贾斯汀一世继位，叙利亚塞昆达的主教们来到君士坦丁堡，吵着要废黜塞维鲁。贾斯汀要求塞维鲁确认卡尔西顿会议，但他拒绝了，皇帝随后命令东方伯爵爱任纽逮捕塞维鲁并割掉他的舌头。贾斯汀的侄子和继承人贾斯汀的妻子西奥多拉发现了贾斯汀的命令并警告了塞维鲁。518年9月25日，塞维鲁乘船逃离安提阿，前往亚历山大，在那里他受到了亚历山大教皇蒂莫西三世和该城居民的欢迎。科普特东正教会在10月12日庆祝塞维鲁抵达埃及。尽管塞维鲁被废黜，但非迦克底人并没有停止将他视为安提阿的合法牧首 。
在流亡埃及期间，塞维鲁与教皇蒂莫西一起居住在恩纳顿修道院，据悉他曾行过一些神迹。他在大约519年完成了针对凯撒利亚的约翰的三卷书，liber contra impium grammaticum。在流亡期间，哈利卡纳苏斯的朱利安也居住在恩纳顿修道院，与塞维鲁就基督的身体问题交换过信件。朱利安采用的是阿法特多塞特主义，认为基督的身体是不朽的，而塞维鲁则认为基督的身体在复活之前是可以腐烂的。[6] 他写了五篇论文反对朱利安，朱利安在《阿法特多塞特》和一份道歉书中作出回应。 [28] 非卡尔西多尼亚派的社区很快就被分成了 "塞维利亚派"（塞维鲁的追随者）和 "阿法特多塞特派"，分歧一直到527年都没有解决。
527年接替其叔叔贾斯汀的查士丁尼皇帝于532年春天在君士坦丁堡的霍尔米斯达斯宫举行了为期三天的宗教会议，通过五个卡尔西顿派和五个或更多非卡尔西顿派之间的对话恢复教会的统一。皇帝邀请塞维鲁，并承诺给予他豁免权，然而，他选择不参加，理由是年龄和他被指控腐败和贿赂，而他坚决否认。 约534年，非卡尔西多尼亚教派面临进一步分裂，泰米斯蒂安人与塞维鲁人分离。他们的领袖泰米斯提乌斯是亚历山大的执事，他认为自己是在捍卫塞维利亚的观点，然而，在他之后又成立了一个新的教派，主张更极端的基督堕落的信仰。应查士丁尼的邀请，在534/535年的冬天，塞维鲁与阿帕米亚的彼得和修士佐拉斯一起前往君士坦丁堡。此时，特雷比宗的大主教安提摩斯被任命为君士坦丁堡的牧首，并拒绝确认卡尔西顿会议。
塞维鲁的命运很快就被推翻了，因为罗马教皇阿加佩图斯一世于536年3月抵达君士坦丁堡。阿加佩图斯动摇了查士丁尼采取坚定的卡尔西顿立场，安提摩斯被美纳斯取代。美纳斯于5月2日至6月4日举行了一次会议，会议结束时，塞维鲁、安提摩斯、阿帕米亚的彼得和佐拉斯被驱逐出教会。536年8月6日，查士丁尼颁布诏书，指控塞维鲁、安提摩斯、彼得和佐拉斯为景教和欧迪奇教，禁止塞维鲁的书籍，并将他们驱逐出首都和所有主要城市。塞维鲁在皇后西奥多拉的帮助下逃离君士坦丁堡，回到埃及。他居住在萨哈市多罗特的住所，直到538年2月5日去世。多罗特将塞维鲁的尸体移到佐加格修道院，12月19日庆祝他的尸体搬迁。

## 扩展阅读
- In 1904 the Sixth Book of the Select Letters of Severus, in the Syriac version of Athanasius of Nisibis, were edited by G. E. W. Brooks (London). For a full statement of his opinions see the major work of Dorner, and the article "Monophysiten" in Herzog's Encyclopedia.
- This article uses text from A Dictionary of Christian Biography and Literature to the End of the Sixth Century A.D., with an Account of the Principal Sects and Heresies （页面存档备份，存于） by Henry Wace.
- Joseph Lebon, passim.
- Pauline Allen and Robert Hayward, Severus of Antioch, Routlege, 2004.
- Frédéric Alpi, several recent articles in French devoted to the episcopate of Severus.